# Castelmary
 Castelmary  (en occitano Castèl Marin o Castèlmarin) es una población y comuna francesa, situada en la región de Mediodía-Pirineos, departamento de Aveyron, en el distrito de Rodez y cantón de Salvetat-Peyralès.

## Demografía
| 248 | 203 | 187 | 190 | 147 | 114 | 131 |
| Para los censos de 1962 a 1999 la población legal corresponde a la población sin duplicidades (Fuente: INSEE [Consultar]) |     |     |     |     |     |     |